# James Bond Theme

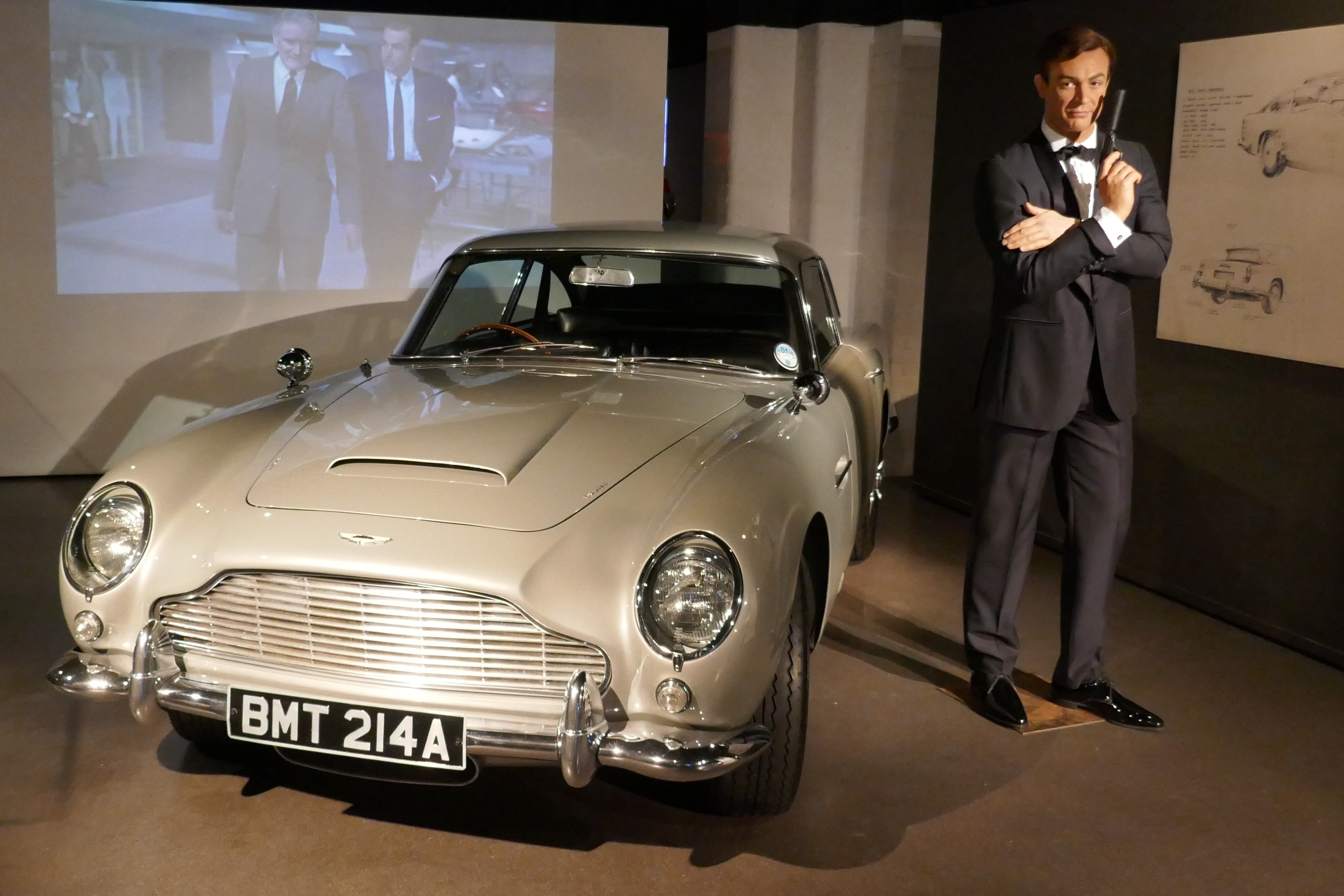
James Bond.

„James Bond Theme“ je ústřední motiv v tzv. bondovkách, tedy filmech o agentovi Jamesi Bondovi. Autorem skladby je Monty Norman a původně byla napsána pro první film ze série, Dr. No (1962). Aranžmá písně pro film vytvořil John Barry. Později se objevila ve všech dalších bondovkách. Americký hudebník Moby vytvořil v roce 1997 novou verzi skladby, a to pro film Zítřek nikdy neumírá. Své verze písně dále nahráli například John Zorn, Count Basie a Brian Setzer, avšak pouze Mobyho verze byla použita v oficiálním filmu o Bondovi.